# Tha Doggfather
Tha Doggfather – drugi solowy album Snoop Dogga. Płyta przez krytyków została uznana za dużo gorszą niż pierwszy album rappera, Doggystyle. Ponadto w czasie wydawania płyty trwał proces Snoopa, był oskarżony o morderstwo, ostatecznie uznano, że Dogg się bronił. Płyta wydana została 2 miesiące po śmierci 2Paca, zdarzenie to przyćmiło premierę krążka, który został przez Snoopa zadedykowany 2Pacowi. Album zdobył status podwójnej platynowej płyty.

## Lista utworów
| #  | Tytuł                          | Producent                | Wykonawca                                                        |
| -- | ------------------------------ | ------------------------ | ---------------------------------------------------------------- |
| 1  | „Intro”                        |                          | Snoop Dogg                                                       |
| 2  | „Doggfather”                   | Dat Nigga Daz            | Snoop Dogg, Charlie Wilson                                       |
| 3  | „Ride 4 Me” (Interlude)        |                          | Snoop Dogg                                                       |
| 4  | „Up Jump Tha Boogie”           | DJ Pooh                  | Snoop Dogg, Kurupt                                               |
| 5  | „Freestyle Conversation”       | Soopafly                 | Snoop Dogg                                                       |
| 6  | „When I Grow Up” (Interlude)   |                          | Snoop Dogg                                                       |
| 7  | „Snoop Bounce”                 | DJ Pooh                  | Snoop Dogg, Charlie Wilson                                       |
| 8  | „Gold Rush”                    | Arkim & Flair            | Snoop Dogg, Kurupt i LBC Crew                                    |
| 9  | „(Tear 'Em Off) Me & My Doggz” | L.T. Hutton              | Snoop Dogg                                                       |
| 10 | „You Thought”                  | Soopafly                 | Snoop Dogg, Too Short, Soopafly                                  |
| 11 | „Vapors”                       | DJ Pooh                  | Snoop Dogg                                                       |
| 12 | „Groupie”                      | Dat Nigga Daz            | Snoop Dogg, Tha Dogg Pound, Warren G, Nate Dogg i Charlie Wilson |
| 13 | „2001”                         | DJ Pooh                  | Snoop Dogg, Bad Ass, Kurupt                                      |
| 14 | „Sixx Minutes”                 | Arkim & Flair            | Snoop Dogg                                                       |
| 15 | „(O.J.) Wake Up”               | Snoop Dogg i L.T. Hutton | Snoop Dogg, Tray Deee                                            |
| 16 | „Snoop's Upside Ya Head”       | DJ Pooh                  | Snoop Dogg, Charlie Wilson                                       |
| 17 | „Blueberry”                    | Sam Sneed                | Snoop Dogg, Tha Dogg Pound ft. LBC Crew                          |
| 18 | „Traffic Jam” (Interlude)      | Ricky Harris             | Snoop Dogg                                                       |
| 19 | „Doggyland”                    | DJ Pooh                  | Snoop Dogg                                                       |
| 20 | „Downtown Assassins”           | Dat Nigga Daz            | Snoop Dogg, Dat Nigga Daz, Tray Deee                             |
| 21 | „Outro”                        |                          | Snoop Dogg i 2Pac                                                |